# NGC 1924
NGC 1924 est une galaxie spirale barrée située dans la constellation d'Orion. NGC 1924 a été découverte par l'astronome germano-britannique William Herschel en 1785.

## Caractéristiques
Sa vitesse par rapport au fond diffus cosmologique est de 2 571 ± 3 km/s, ce qui correspond à une distance de Hubble de 37,9 ± 2,7 Mpc (∼124 millions d'al).
À ce jour, sept mesures non basées sur le décalage vers le rouge (redshift) donnent une distance de 39,643 ± 5,823 Mpc (∼129 millions d'al), ce qui est à l'intérieur des valeurs de la distance de Hubble.
La classe de luminosité de NGC 1924 est II-III et elle présente une large raie HI. Elle renferme également des régions d'hydrogène ionisé.